# Griselda Siciliani
Griselda Siciliani (Buenos Aires, 2 de abril de 1978) es una actriz y bailarina argentina. Es conocida por sus actuaciones en telenovelas como Sos mi vida, Patito feo, Para vestir santos, Los Únicos, Farsantes y principalmente por su doble papel protagónico de Nina Peralta y Mara Brunetta en la telecomedia Educando a Nina.

## Biografía
Creció en el barrio porteño de Villa Luro. Sus padres, Ida y Norberto, son docentes.
A los diez años de edad, ingresó en la «Escuela Nacional de Danzas», de la cual recibió sus estudios y profundizó en el área de la danza contemporánea con Carlos Casella, Ana Garat, Marina Giancaspro, Liliana Nuño y otros. Además, tomó clases de actuación en la escuela de Hugo Midón y clases de canto con el maestro Mariano Moruja.
A los ocho años decide bailar y nunca más dejó de hacerlo. Porque la vocación es clara, y su deseo aún mayor, cursó estudios en la escuela nacional de danzas, donde con 17 años de edad se recibió de maestra nacional de danzas. Intensifica su formación en danza contemporánea. 
En su búsqueda personal de expresión realiza la escuela de Hugo Midón enamorándose, desde entonces, del teatro musical. Espacio que le permite desplegar, evitando toda solemnidad, las diversas formas de expresión que la habitan. 
Sus primeras aproximaciones al público surgen en la escena independiente, de la mano de la danza contemporánea. Seguidas por trabajos de teatro musical para niños, que la encuentran cara a cara con salas comerciales y la forman en el oficio.  
Junto a Virginia Kaufmann crea, produce, interpreta y dirige Tan modositas (2003-2005) y Quiero llenarme de ti (2006-2008) Homenaje a Sandro, en vida, que gana el premio ACE a mejor espectáculo de Café Concert.
Mientras tanto sus trabajos en la escena comercial, independiente y alternativa se suceden. Participa en De protesta (2004) De Alejandro Tantanian en el Teatro San Martín, Revista Nacional (2005), El rebenque show (2005-2006) y Hermosura (2006) del grupo El Descueve. También en el teatro Lola Membrives es parte del musical Sweet Charity (2006).    
A los veintiséis años y con una formación profesional consolidada desembarca en la pantalla chica, poniéndole vida a personajes memorables que marcan la diferencia por su versatilidad, humor e impacto. Solamente fue necesaria su participación como actriz de reparto, Flor en Sin código (2006), para que los elogios, ya recibidos en el under porteño, se catapulten a los medios masivos y a los grandes públicos.   
Luego vendrían Deby en Sos mi vida, Carmen en Patito feo, Virginia en Para vestir santos, María en Los Únicos, Gabriela en Farsantes y la consagración indiscutida en los mil personajes desdoblados en Educando a Nina. Por estos trabajos, y su destacada tarea, recibe varios premios Martin Fierro, Clarín y Tato.  
Bajo la dirección de Daniel Veronese La forma de las cosas (2009) la devuelve al teatro comercial. Ese mismo año crea Corazón idiota junto a Ana Frenkel, Daniel Cúparo, Carlos Casella y Carla Peterson.
Interpreta el personaje femenino de la película multipremiada El último Elvis (2012), dirigida por Armando Bo. También actuó en diversas obras como: La danza cansa, De protesta, Tan Modositas y El Rebenque Show y en diversas obras de danza contemporáneas con Alejandro Cervera, Laura Cuchetti y otros.
En 2006, es convocada para Revista Nacional, espectáculo producido por Pol-Ka, en el cual la labor de Griselda se lleva los mayores elogios. El dueño de Pol-Ka, Adrián Suar, le propone una participación en el programa de televisión Sin código, para interpretar a la torpe secretaria del protagonista de la tira, el Señor Nielsen (Adrián Suar). Este primer papel le permitió ganar el Premio Martín Fierro como actriz revelación —superando a Mike Amigorena, Carla Conte, Elena Roger e incluso a Diego Armando Maradona—, así como también el Premio Clarín de 2005 en la misma categoría.
Durante 2006, siguió su carrera en la telecomedia Sos mi vida, que fue protagonizada por Natalia Oreiro y Facundo Arana, en donde interpretó al personaje de Debbie Quesada, la prima de Martín Quesada (Facundo Arana). También se sumó al espectáculo Quiero llenarme de ti, que ideó y protagonizó junto a Virginia Kauffmann y Diego Bros, y que fue galardonado con el Premio Ace al «Mejor Espectáculo de Café Concert». Asimismo, participó también en el musical Sweet Charity, junto a Florencia Peña y Nicolás Scarpino, entre otros.
Durante 2007, obtuvo su primer papel protagónico, interpretando a Carmen en la telenovela infantil Patito feo juntó a Juan Darthes y Laura Esquivel. Participa en la adaptación teatral de la tira y en su respectiva banda sonara. En 2008 vuelve a protagonizar la segunda temporada de la ficción.
En 2009, encabezó las obras teatrales La forma de las cosas, donde interpretaba a Evelyn, una artista muy particular, y Corazón idiota, la cual protagonizó junto a su amiga Carla Peterson. En ese mismo año, participó por unos episodios en el prestigioso unitario Tratame bien, interpretando a Denise, una mujer muy activa que pone un poco de locura y alegría en la estructurada vida de José (Julio Chávez).
En 2010, protagonizó el unitario de Pol-Ka Para vestir santos, junto a Celeste Cid y Gabriela Toscano. Es la historia de tres hermanas; Siciliani interpretaba a Virginia San Juan, la hermana del medio.
En el 2011, protagonizó la primera temporada de la telecomedia de Pol-Ka Los únicos, junto a Mariano Martínez, Nicolás Cabré, Eugenia Tobal y Nicolás Vázquez, interpretando a María.
En el año 2013, tras su embarazo, es convocada para ser la protagonista femenina de Farsantes, telenovela del prime time emitida por El trece y protagonizada además por Facundo Arana, Julio Chávez, Benjamín Vicuña y Alfredo Casero.
En 2014, luego de haber formado parte de varias ficciones de Pol-Ka Producciones en la pantalla de El Trece, es convocada para realizar una participación especial con un personaje antagónico en la nueva telecomedia de Underground Producciones: Viudas e hijos del rock and roll protagonizada por Damián De Santo y Paola Barrientos, emitida en la pantalla de Telefe. En teatro protagoniza la obra Estás que te pelas junto a Carlos Casella.
En 2016 protagoniza la comedia de Underground para Telefe, Educando a Nina, y en 2017 llega al Lola Membrives a protagonizar Sugar!. También ese mismo año participó del videoclip de Ciro y los Persas Juira!

## Vida personal
Es la hermana mayor de la actriz Leticia Siciliani.
Entre 2008 y 2016 estuvo en pareja con el actor y productor Adrián Suar. En 2012 tuvieron una hija, Margarita.

## Filmografía

### Cine
| Año  | Película                                      | Personaje           | Director                    |
| ---- | --------------------------------------------- | ------------------- | --------------------------- |
| 2007 | La antena                                     | Bailarina 2 (cameo) | Esteban Sapir               |
| 2012 | El último Elvis                               | Alejandra Olemberg  | Armando Bó                  |
| 2016 | Me casé con un boludo                         | Ella misma (cameo)  | Juan Taratuto               |
| 2020 | Sentimental                                   | Ana "Anita"         | Cesc Gay                    |
| 2022 | Bardo, falsa crónica de unas cuantas verdades | Lucía               | Alejandro González Iñárritu |
| 2024 | Descansar en paz                              | Estela Szpindler    | Sebastián Borensztein       |

### Ficciones de televisión
| Año           | Título                            | Personaje                    | Canal                     |
| ------------- | --------------------------------- | ---------------------------- | ------------------------- |
| 2005-2006     | Sin código                        | Florencia "Flor"             | Canal 13                  |
| 2006-2007     | Sos mi vida                       | Débora "Debi" Quesada        | Canal 13                  |
| 2007-2008     | Patito feo                        | Carmen Castro                | Canal 13 / Disney Channel |
| 2009          | Tratame bien                      | Denise                       | Canal 13                  |
| 2010          | Para vestir santos                | Virginia San Juan            | Canal 13                  |
| 2011          | Los Únicos                        | María Soledad Marini         | Canal 13                  |
| 2013-2014     | Farsantes                         | Gabriela Soria               | Canal 13                  |
| 2014          | Viudas e hijos del rock and roll  | Susana "Susy" Bartolotti     | Telefe                    |
| 2016          | Educando a Nina                   | Nina Peralta / Mara Brunetta | Telefe                    |
| 2017          | De otro planeta                   | Varios personajes            | TV Pública                |
| 2018          | Morir de amor                     | Helena Karsten               | Telefe                    |
| 2024          | Terapia alternativa               | Serena                       | Star+                     |
| 2024-presente | Envidiosa                         | Victoria Mori                | Netflix                   |
| 2025-presente | Menem                             | Zulema Yoma                  | Prime Video               |
| TBA           | Serie anunciada sobre Moria Casan | Moria Casan                  | Netflix                   |

### Programas de televisión
| Año  | Título              | Rol             | Notas                | Canal    |
| ---- | ------------------- | --------------- | -------------------- | -------- |
| 2019 | Súper Bailando 2019 | Participante    | Abandonó             | Canal 13 |
| 2019 | Súper Bailando 2019 | Jurado invitada | Reemplazo de Pampita | Canal 13 |

### Videos musicales
| Año  | Canción                 | Intérprete        | Álbum         |
| ---- | ----------------------- | ----------------- | ------------- |
| 2015 | «Fue tan bueno»         | La Franela        | Nada es tarde |
| 2017 | «Juira!»                | Ciro y los Persas | Naranja persa |
| 2019 | «Chica en Buenos Aires» | Meteoros          | Meteoros+     |

## Teatro
| Año       | Obra                                           | Dirección                                          | Lugar                               |
| --------- | ---------------------------------------------- | -------------------------------------------------- | ----------------------------------- |
| 2003      | La danza cansa                                 | Paula Solarz                                       | El ombligo de la luna               |
| 2004      | De protesta                                    | Alejandro Maci y Alejandro Tantanian               | Teatro Municipal General San Martín |
| 2004-2006 | Tan modositas                                  | Virginia Kaufmann y Griselda Siciliani             | Teatro La Comedia                   |
| 2005      | Revista nacional                               |                                                    | Teatro Ópera                        |
| 2006      | El Rebenque Show                               | Vivi Tellas                                        | Faena Hotel                         |
| 2006-2007 | Sweet Charity                                  | Gerardo Gardelin                                   | Teatro Lola Membrives               |
| 2006-2009 | Quiero llenarme de ti                          | Diego Bros, Virginia Kaufmann y Griselda Siciliani | Velma Café                          |
| 2007-2008 | Patito feo: La historia más linda en el Teatro |                                                    | Gira nacional e internacional       |
| 2009      | La forma de las cosas                          | Daniel Veronese                                    | Multiteatro                         |
| 2009      | Corazón idiota                                 | Carlos Casella, Daniel Cúparo y Ana Frenkel        | Paseo La Plaza                      |
| 2011      | Los Únicos                                     | Marcos Carnevale                                   | Teatro Ópera                        |
| 2014      | Estás que te pelas                             |                                                    | Teatro Maipo                        |
| 2015-2016 | Sputza                                         |                                                    | La Trastienda Club                  |
| 2017-2018 | Sugar                                          | Arturo Puig                                        | Teatro Lola Membrives               |
| 2019      | La mujer de al lado                            | Gastón Duprat                                      | Multiteatro                         |

## Premios y nominaciones

### Premios de Cine
| Premios Cóndor de Plata | Premios Cóndor de Plata | Premios Cóndor de Plata | Premios Cóndor de Plata | Premios Cóndor de Plata |
| Año                     | Categoría               | Trabajo Nominado        | Resultado               | Ref.                    |
| ----------------------- | ----------------------- | ----------------------- | ----------------------- | ----------------------- |
| 2013                    | Mejor actriz de reparto | El último Elvis         | Nominada                | [ 13 ]                  |

| Premios Sur | Premios Sur             | Premios Sur      | Premios Sur | Premios Sur |
| Año         | Categoría               | Trabajo Nominado | Resultado   | Ref.        |
| ----------- | ----------------------- | ---------------- | ----------- | ----------- |
| 2012        | Mejor actriz de reparto | El último Elvis  | Nominada    | [ 14 ]      |

| Festival de Cine de Montecarlo | Festival de Cine de Montecarlo | Festival de Cine de Montecarlo | Festival de Cine de Montecarlo | Festival de Cine de Montecarlo |
| Año                            | Categoría                      | Trabajo Nominado               | Resultado                      | Ref.                           |
| ------------------------------ | ------------------------------ | ------------------------------ | ------------------------------ | ------------------------------ |
| 2021                           | Mejor actriz                   | Sentimental                    | Ganadora                       | [ 15 ]                         |

| Premios Goya | Premios Goya            | Premios Goya     | Premios Goya | Premios Goya |
| Año          | Categoría               | Trabajo Nominado | Resultado    | Ref.         |
| ------------ | ----------------------- | ---------------- | ------------ | ------------ |
| 2021         | Mejor actriz revelación | Sentimental      | Nominada     | [ 16 ]       |

### Premios de Televisión
| Premios Martín Fierro | Premios Martín Fierro                                    | Premios Martín Fierro | Premios Martín Fierro | Premios Martín Fierro |
| Año                   | Categoría                                                | Trabajo Nominado      | Resultado             | Ref.                  |
| --------------------- | -------------------------------------------------------- | --------------------- | --------------------- | --------------------- |
| 2006                  | Artista revelación                                       | Sin código            | Ganadora              | [ 17 ]                |
| 2006                  | Mejor actriz de reparto en comedia                       | Sin código            | Nominada              | [ 17 ]                |
| 2008                  | Mejor actriz protagonista de comedia                     | Patito feo            | Nominada              | [ 18 ]                |
| 2009                  | Mejor actriz protagonista de comedia                     | Patito feo            | Nominada              | [ 19 ]                |
| 2011                  | Mejor actriz protagonista de unitario y/o miniserie      | Para vestir santos    | Nominada              | [ 20 ]                |
| 2012                  | Mejor actriz protagonista de novela / telecomedia        | Los únicos            | Nominada              | [ 21 ]                |
| 2014                  | Mejor actriz protagonista de ficción diaria (telenovela) | Farsantes             | Ganadora              | [ 22 ]                |
| 2017                  | Mejor actriz protagonista en ficción diaria (comedia)    | Educando a Nina       | Ganadora              | [ 23 ]                |
| 2019                  | Mejor actriz protagonista de unitario y/o miniserie      | Morir de amor         | Nominada              |                       |

| Premios Tato | Premios Tato                        | Premios Tato     | Premios Tato | Premios Tato |
| Año          | Categoría                           | Trabajo Nominado | Resultado    | Ref.         |
| ------------ | ----------------------------------- | ---------------- | ------------ | ------------ |
| 2013         | Mejor actriz protagónica en drama   | Farsantes        | Nominada     | [ 24 ]       |
| 2016         | Mejor actriz protagónica en comedia | Educando a Nina  | Ganadora     | [ 25 ]       |

| Premios Clarín | Premios Clarín     | Premios Clarín   | Premios Clarín | Premios Clarín |
| Año            | Categoría          | Trabajo Nominado | Resultado      | Ref.           |
| -------------- | ------------------ | ---------------- | -------------- | -------------- |
| 2005           | Artista revelación | Sin código       | Ganadora       |                |

| Premios Produ | Premios Produ                                                   | Premios Produ    | Premios Produ | Premios Produ |
| Año           | Categoría                                                       | Trabajo Nominado | Resultado     | Ref.          |
| ------------- | --------------------------------------------------------------- | ---------------- | ------------- | ------------- |
| 2017          | Mejor Actriz Principal - Serie, Superserie o Telenovela del Año | Educando a Nina  | Nominada      |               |

### Premios de Teatro
| Premios ACE | Premios ACE                                                                     | Premios ACE        | Premios ACE | Premios ACE   |
| Año         | Categoría                                                                       | Trabajo Nominado   | Resultado   | Ref.          |
| ----------- | ------------------------------------------------------------------------------- | ------------------ | ----------- | ------------- |
| 2015        | Mejor music hall                                                                | Estás que te pelas | Ganadora    | [ 26 ] [ 27 ] |
| 2015        | Mejor dirección de musical                                                      | Estás que te pelas | Nominada    | [ 26 ] [ 27 ] |
| 2015        | Mejor actuación protagónica femenina en un musical, music hall y/o café concert | Estás que te pelas | Nominada    | [ 26 ] [ 27 ] |
| 2016        | Mejor actuación protagónica femenina en un musical, music hall y/o café concert | Sputza             | Nominada    | [ 28 ]        |
| 2017        | Mejor actuación protagónica femenina en un musical, music hall y/o café concert | Sugar              | Ganadora    | [ 29 ]        |
| 2024        | Mejor actriz en comedia                                                         | Felicidades        | Nominada    | [ 30 ]        |

| Premios Hugo al Teatro Musical | Premios Hugo al Teatro Musical | Premios Hugo al Teatro Musical | Premios Hugo al Teatro Musical | Premios Hugo al Teatro Musical |
| Año                            | Categoría                      | Trabajo Nominado               | Resultado                      | Ref.                           |
| ------------------------------ | ------------------------------ | ------------------------------ | ------------------------------ | ------------------------------ |
| 2017                           | Mejor actriz protagónica       | Sugar                          | Nominada                       | [ 31 ]                         |

| Premios Notirey | Premios Notirey                      | Premios Notirey  | Premios Notirey | Premios Notirey |
| Año             | Categoría                            | Trabajo Nominado | Resultado       | Ref.            |
| --------------- | ------------------------------------ | ---------------- | --------------- | --------------- |
| 2017            | Mejor actriz protagonista en musical | Sugar            | Ganadora        | [ 32 ]          |

### Premios de Internet
| Premios Los Más Clickeados | Premios Los Más Clickeados                      | Premios Los Más Clickeados | Premios Los Más Clickeados | Premios Los Más Clickeados |
| Año                        | Categoría                                       | Trabajo Nominado           | Resultado                  | Ref.                       |
| -------------------------- | ----------------------------------------------- | -------------------------- | -------------------------- | -------------------------- |
| 2016                       | Famosos con más índice de audiencia en Internet | Ella misma                 | Ganadora                   | [ 33 ]                     |
| 2017                       | Famosos con más índice de audiencia en Internet | Ella misma                 | Ganadora                   | [ 34 ]                     |

### Premios de Moda
| Premios Imagen a la Moda | Premios Imagen a la Moda                          | Premios Imagen a la Moda | Premios Imagen a la Moda | Premios Imagen a la Moda |
| Año                      | Categoría                                         | Trabajo Nominado         | Resultado                | Ref.                     |
| ------------------------ | ------------------------------------------------- | ------------------------ | ------------------------ | ------------------------ |
| 2013                     | Mejor Pareja Vestida (compartido con Adrián Suar) | Ellos mismos             | Ganadora                 | [ 35 ]                   |
| 2013                     | Mejor Actriz Vestida en TV                        | Farsantes                | Nominada                 | [ 36 ]                   |

### Premios de Trayectoria
| Premios Konex | Premios Konex        | Premios Konex     | Premios Konex | Premios Konex |
| Año           | Categoría            | Trabajo Nominado  | Resultado     |               |
| ------------- | -------------------- | ----------------- | ------------- | ------------- |
| 2021          | Actriz de Televisión | Periodo 2011-2020 | Ganadora      |               |